# Rue de la Vieille-Monnaie
La rue de la Vieille-Monnaie  est une ancienne rue qui était située dans l'ancien 6e arrondissement de Paris, qui a été absorbée lors de la création du boulevard de Sébastopol.

## Origine du nom
Elle doit son nom en raison d'actes qui indiquent qu'au XIIe siècle on battait monnaie dans cette rue,.

## Situation
La rue de la Vieille-Monnaie, d'une longueur de 101 mètres, qui était située dans l'ancien 6e arrondissement, quartier des Lombards, commençait au 30, rue des Écrivains et au 2, rue de la Heaumerie et finissait aux 27-29, rue des Lombards.
Les numéros de la rue étaient noirs. Le dernier numéro impair était le no 29 et le dernier numéro pair était le no 30.

## Historique
En 1227, une maison de cette rue est désignée sous le nom de In monetarid qui signifiait en latin « l'endroit où l'on bat la monnaie ». En 1243, elle porte le nom de « rue de la Vieille-Monnaie ».
Elle est citée dans Le Dit des rues de Paris, de Guillot de Paris, sous le nom de « rue la Viez-Monnoie ».
En 1387, les ateliers de la Monnaie, alors situés rue de la Vieille-Monnaie sont transférés dans un hôtel des Monnaies, situé rue de la Monnaie.
Elle est citée sous les noms de « rue de la Passementerie », « rue Passementière » et « rue de la Vieille-Monnaie » dans un manuscrit de 1636.
En 1702, la rue, qui fait partie du quartier de Saint-Jacques-de-la-Boucherie, comporte 45 maisons et 6 lanternes.
Une décision ministérielle du  18 vendémiaire an VI (9 octobre 1797) signée Letourneux fixe la largeur de cette voie publique à 6 mètres. Cette largeur est portée à 10 mètres, en vertu d'une ordonnance royale du 9 décembre 1838.
Elle est supprimée lors du percement du boulevard de Sébastopol.